# Gyascutus caelatus
Gyascutus caelatus är en skalbaggsart som först beskrevs av Leconte 1858.  Gyascutus caelatus ingår i släktet Gyascutus och familjen praktbaggar. Inga underarter finns listade i Catalogue of Life.